# Kaarina (Finlande)
Pour les articles homonymes, voir Kaarina.
Kaarina (en suédois : S:t Karins, « Sainte Catherine ») est une ville du sud-ouest de la Finlande.
La municipalité de Piikkiö a fusionné avec Kaarina le 1er janvier 2009. En même temps la Ville a adopté le blason de Piikkiö.

## Géographie
Elle borde Turku au sud-est. C'est la 3e ville par la population de l'agglomération de Turku après Turku et Raisio.
Outre Turku elle est bordée par les municipalités de Lieto, Piikkiö et Pargas. Elle comprend quelques îles de l'Archipel de Turku, notamment Kuusisto (commune rattachée en 1946). Elle est traversée par la route nationale 10.

## Démographie
Depuis 1980, l'évolution démographique de Kaarina est la suivante, :
| Année      | 1980   | 1985   | 1990   | 1995   | 2000   | 2005   |
| ---------- | ------ | ------ | ------ | ------ | ------ | ------ |
| population | 19 351 | 21 981 | 24 390 | 25 457 | 26 746 | 28 967 |

| Année      | 2010   | 2015   | 2020   |
| ---------- | ------ | ------ | ------ |
| population | 30 911 | 32 229 | 33 979 |

## Administration

### Subdivisions administratives
Kaarina est divisée en 14 quartiers :
- 001 Auranlaakso
- 002 Littoinen
- 003 Piispanristi
- 004 Nummenniitty
- 005 Keskusta
- 006 Voivala
- 007 Kuusisto
- 21 Nunna
- 22 Hepojoki
- 23 Piikkiön kirkonkylä
- 24 Makarla
- 25 Piikkiönlahti
- 26 Heernummi
- 27 Harvaluoto

Ces quartiers correspondent l'ensemble de Kaarina.
Les quartiers numéros à 27 sont situés dans la zone de l'ancienne municipalité de Piikkiö.

### Conseil municipal
Les 51 conseillers municipaux de Kaarina se répartissent comme suit:
| Parti    | Parti                           | Sièges 2017-2021 | Sièges 2021-2025 |
| -------- | ------------------------------- | ---------------- | ---------------- |
|          | SDP                             | 12               | 11               |
|          | Parti de la Coalition nationale | 15               | 17               |
|          | Parti du centre                 | 3                | 2                |
|          | Chrétiens-démocrates            | 3                | 3                |
|          | Alliance de gauche              | 3                | 3                |
|          | Ligue verte                     | 9                | 7                |
|          | Vrais Finlandais                | 5                | 7                |
|          | Parti populaire suédois         | 1                | 1                |
| Sources, |                                 |                  |                  |

## Économie

### Principales sociétés
En 2020, les principales entreprises de Kaarina par chiffre d'affaires sont :
| Société                           | Chiffre d'affaires |
| --------------------------------- | ------------------ |
| Teleste Oyj                       | 90 M €             |
| Hes-Pro (Finland) Oy              | 69 M €             |
| MacGregor Finland Oy              | 67 M €             |
| Piikkio Works Oy                  | 63 M €             |
| DAVA Foods Finland Oy             | 41 M €             |
| Imperial Brands Finland Oy        | 39 M €             |
| Osakeyhtiö Osk. Rajala            | 28 M €             |
| Rakennuspalvelu J. Martti & Co Oy | 21 M €             |
| Langh Tech Oy Ab                  | 20 M €             |
| TPE Turun Pelti ja Eristys Oy     | 19 M €             |

### Principaux employeurs
En 2020, les principaux employeurs privés sont :
| Employeur                     | Emplois |
| ----------------------------- | ------- |
| Teleste Oyj                   | 425     |
| Piikkio Works Oy              | 139     |
| MacGregor Finland Oy          | 113     |
| AQ Trafotek Oy                | 99      |
| Langh Ship Oy Ab              | 93      |
| TPE Turun Pelti ja Eristys Oy | 74      |
| DAVA Foods Finland Oy         | 72      |
| Okartek Oy                    | 70      |
| Vema Lift Oy                  | 56      |
| APX-Metalli Oy                | 51      |

## Transports
Grâce à sa proximité avec Turku, Kaarina est bien desservie par les transports.
La route nationale 1 de Turku à Helsinki, amenagée comme une autoroute, passe à un kilomètre au nord du centre-ville de Kaarina.
Les transports publics locaux de Kaarina sont assurés par les bus des transports publics de la région de Turku (fi) (Föli).
La gare la plus proche est la gare de Kupittaa à Turku.

## Lieux et monuments

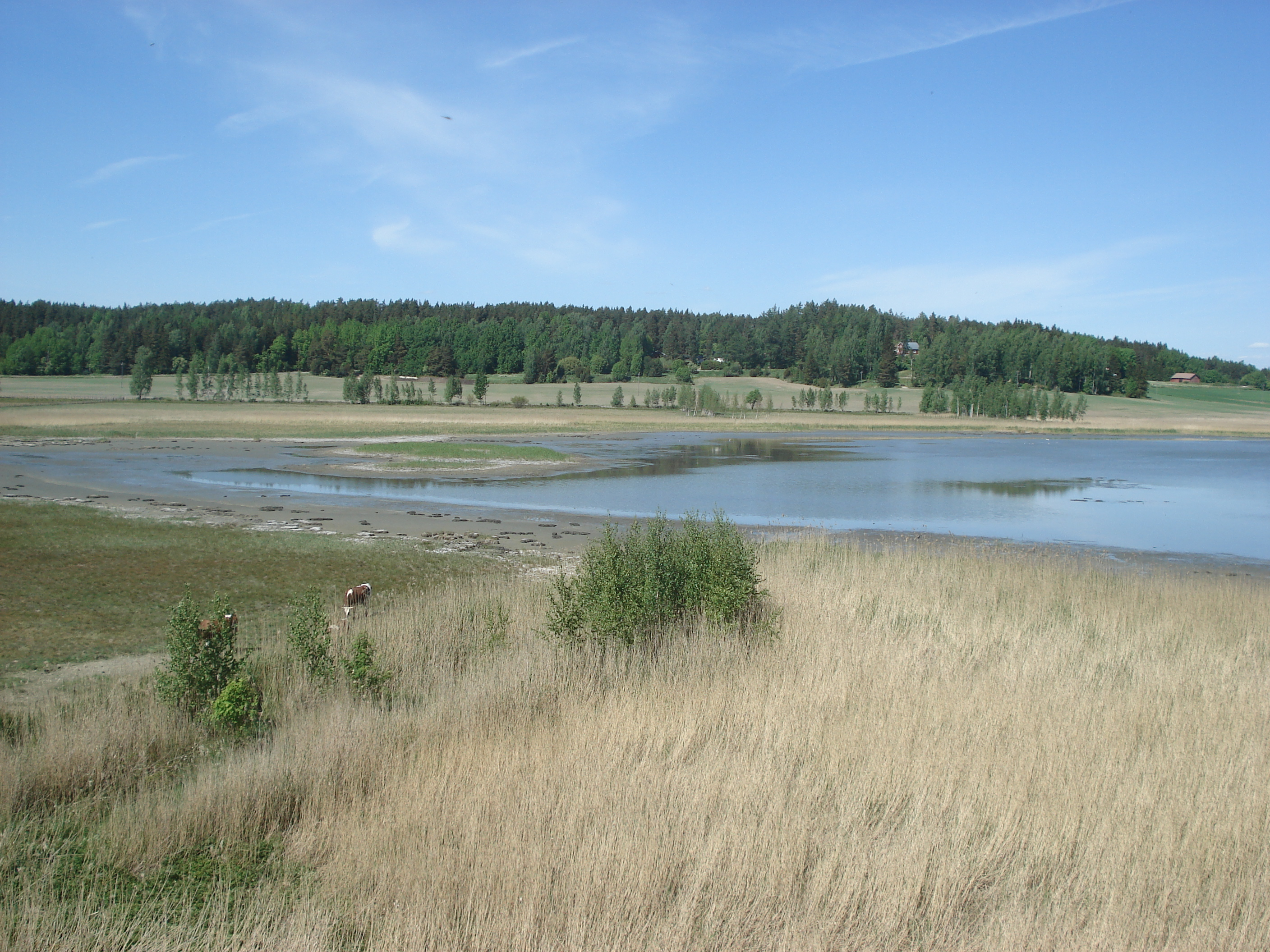
La baie Kuusistonlahti est une importante zone de reproduction d'oiseaux et elle est un site Natura 2000.

- Église de Kuusisto
- Château de Kuusisto
- Planetarium de Tuorla (fi)
- Route royale
- Hämeen Härkätie
- Manoir de Tuorla (fi)
- Manoir de Pukkila
- Kuusistonlahti (fi)

## Jumelages
Kaarina est jumelée avec:
| Ville | Ville                  | Pays | Pays     |
| ----- | ---------------------- | ---- | -------- |
|       | Ansião                 |      | Portugal |
|       | Commune de Jõgeva (en) |      | Estonie  |
|       | Enköping               |      | Suède    |
|       | Szentes                |      | Hongrie  |

## Personnalités
- Joni Aho
- Magnus Bahne
- Jenni Dahlman
- Eetu Heino
- Urho Kulovaara
- Hannu Kuru
- Mika Lipponen
- Heikki Malmivirta
- Arto Nikulainen
- Martti Rousi
- Yrjö Sirola
- Tom of Finland
- Mika Viinanen
- Lauri Viljanen
- Sofia Virta
- Gerda Wrede

## Galerie

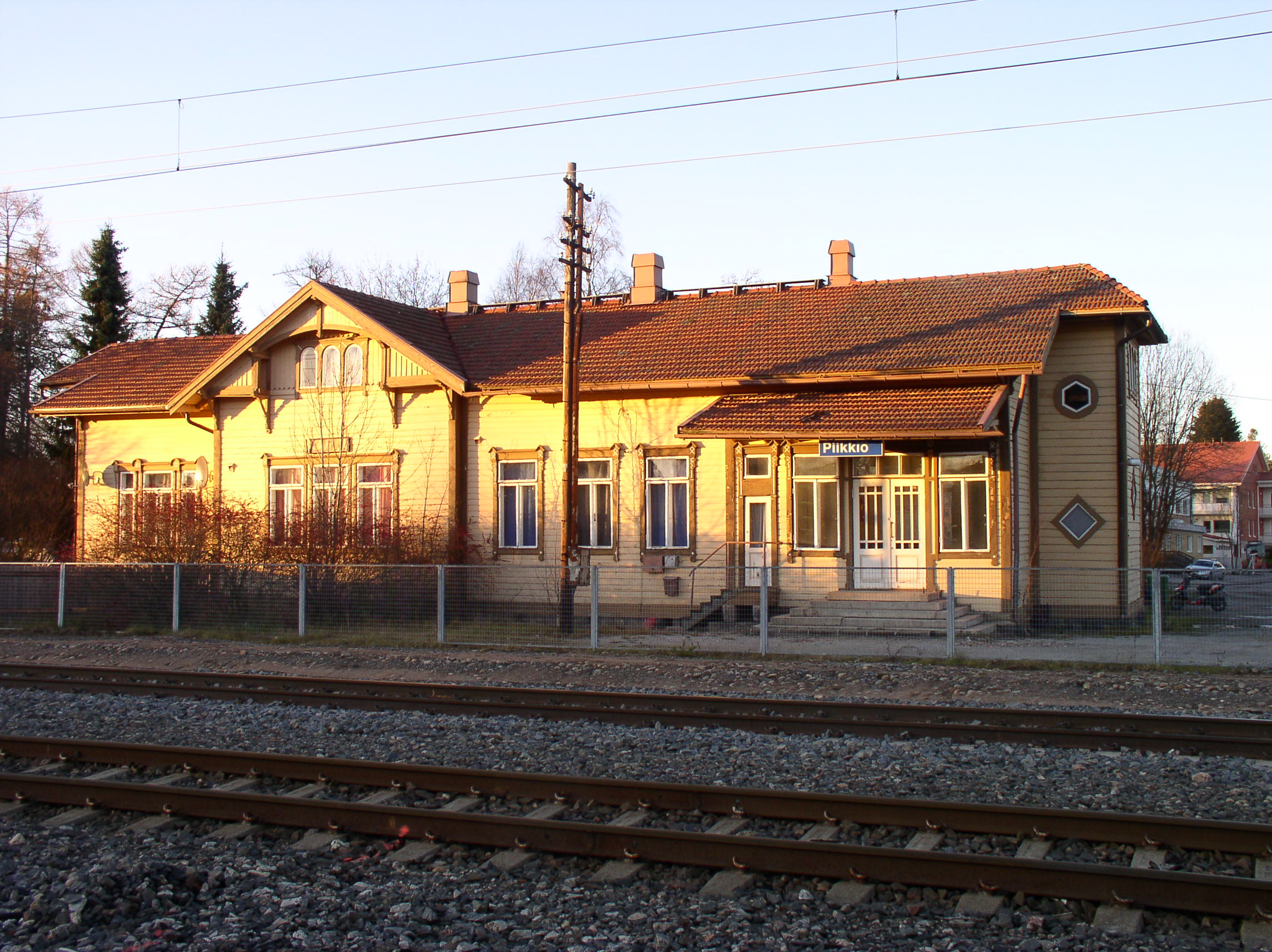
Gare de Piikkiö.
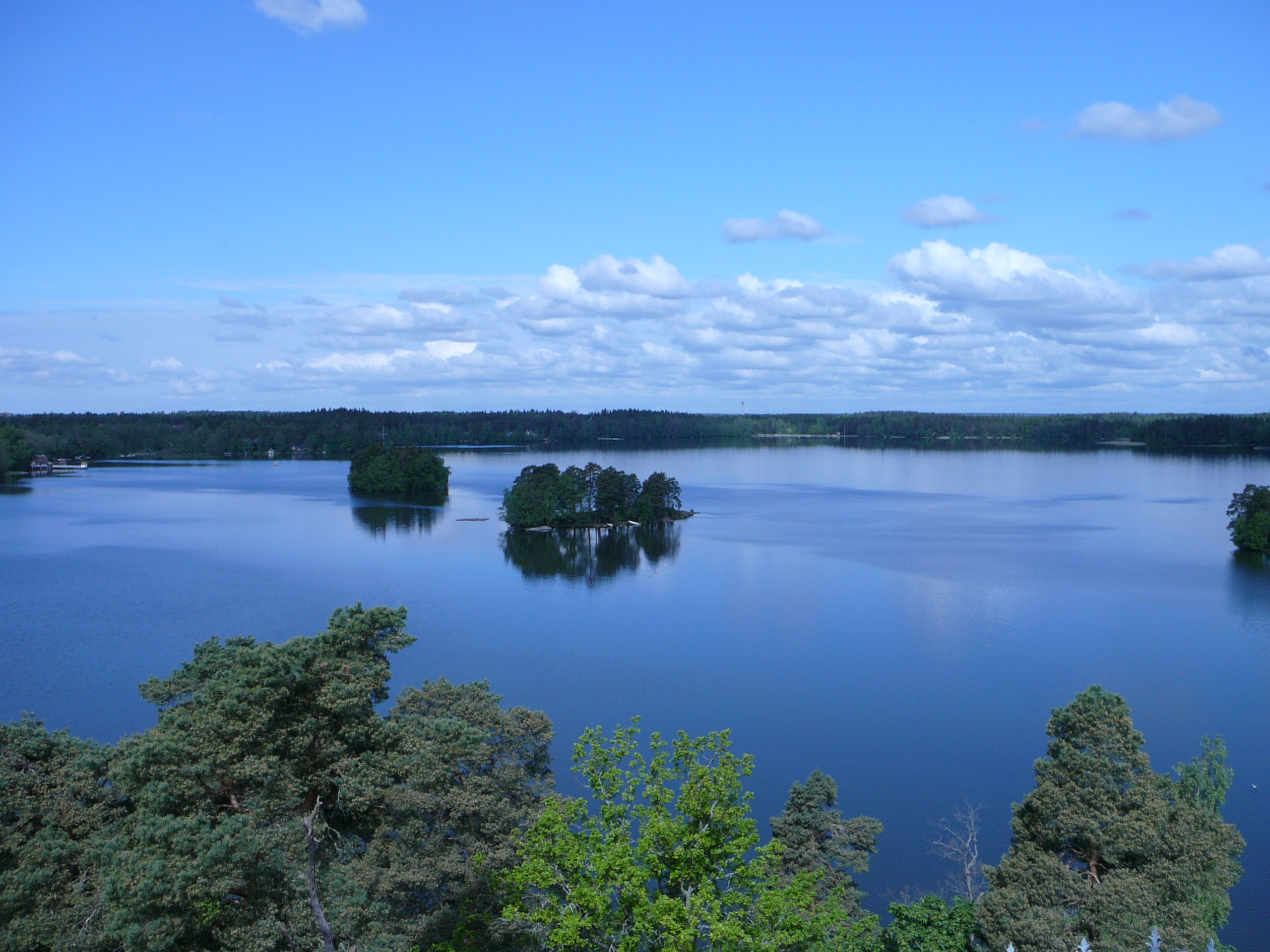
Lac Littoinen.
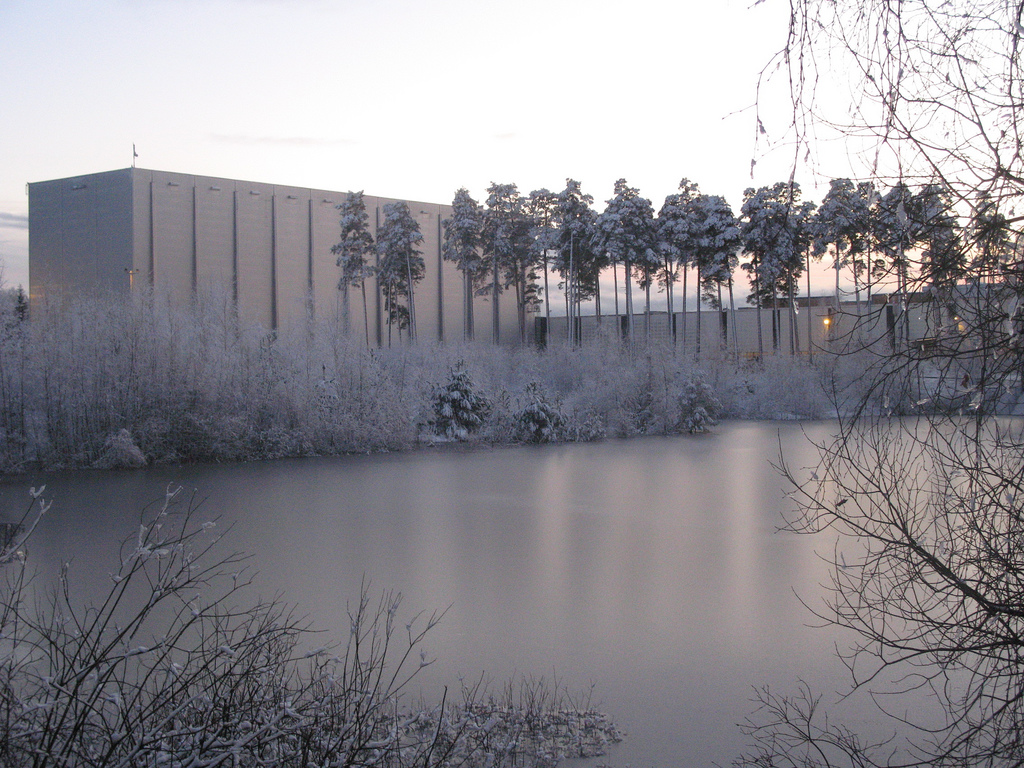
Hartwall.
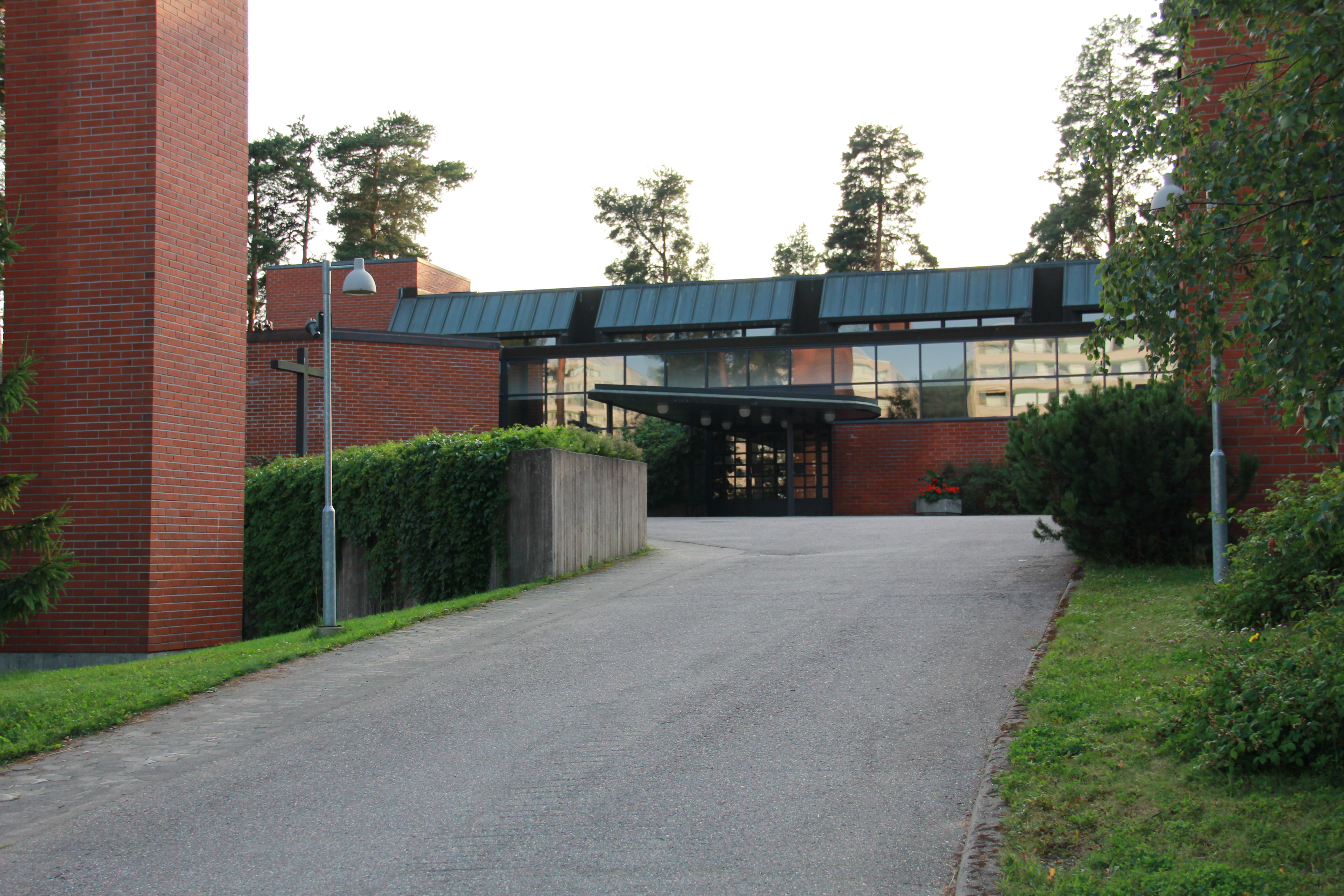
Église de Kaarina.
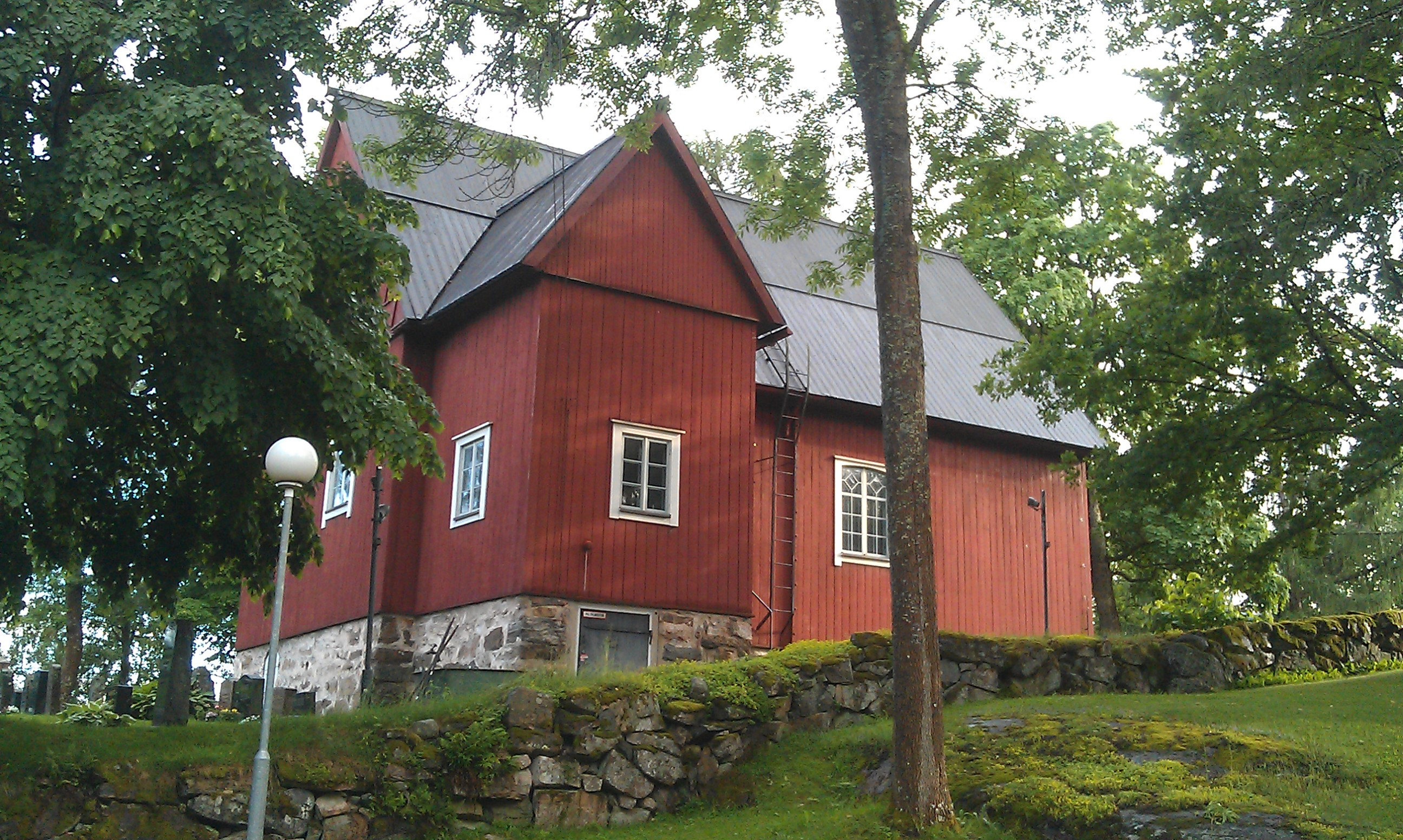
Église de Kuusisto.
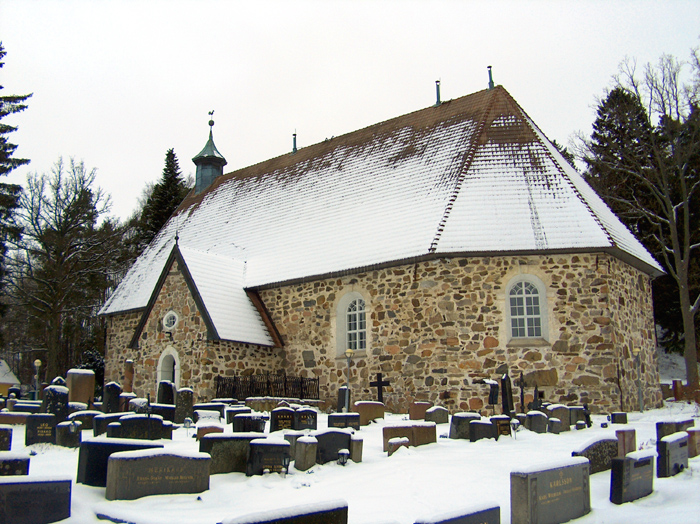
Église de Piikkiö.
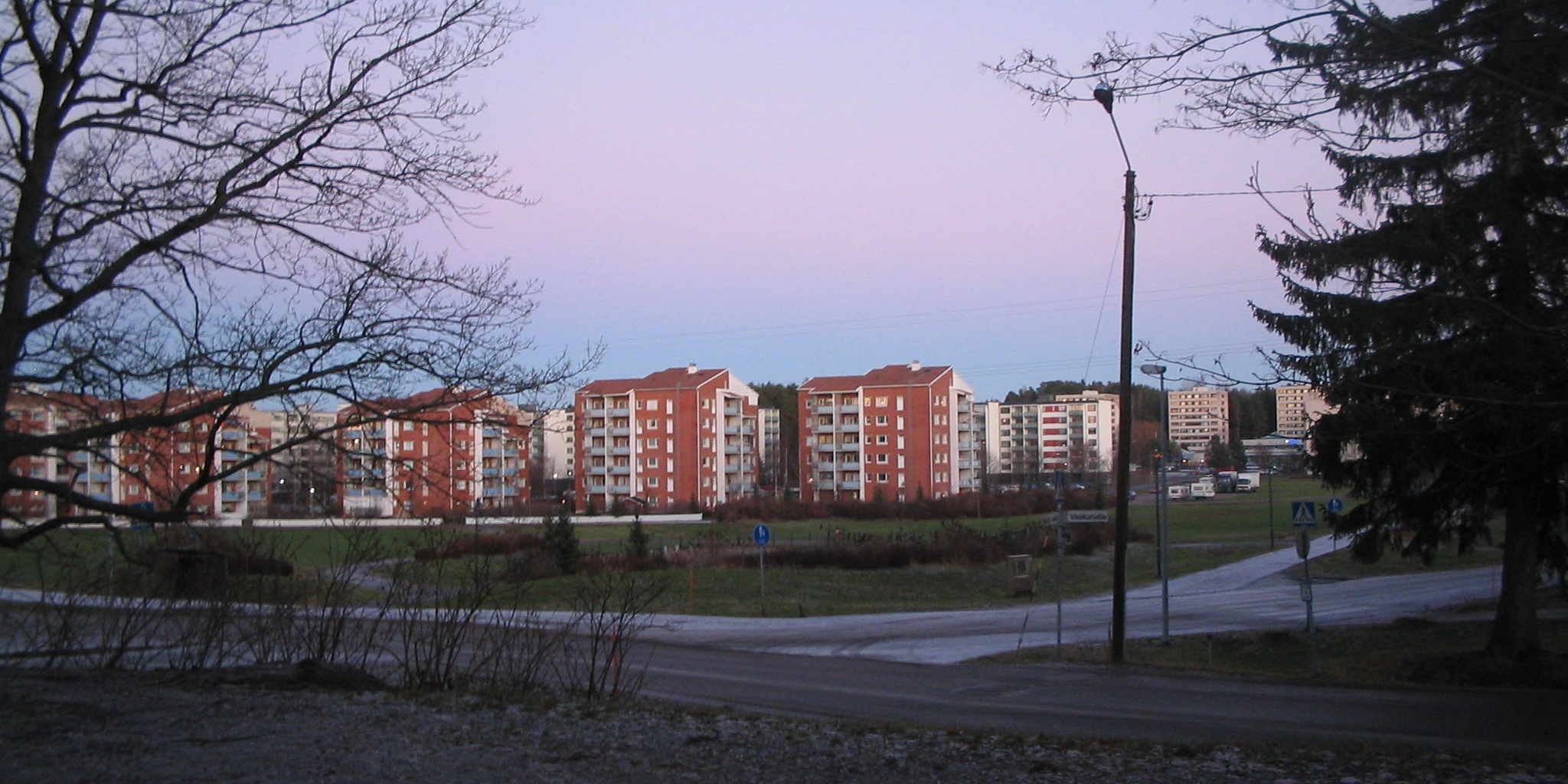
Bâtiments de Kaarina.